# Christian Sarramagna
Christian Sarramagna (Bayonne, 29 dicembre 1951) è un allenatore di calcio ed ex calciatore francese, di ruolo centrocampista.

## Palmarès

### Club

#### Competizioni nazionali
- Campionato francese: 3

Saint Etienne: 1973-1974, 1974-1975, 1975-1976
- Coppa di Francia: 3

Saint-Etienne: 1973-1974, 1974-1975, 1976-1977